# Lijst van nummer 1-hits in Duitsland in 1962
Deze hits stonden in 1962 op nummer 1 in de Der Musikmarkt, de bekendste hitlijst in Duitsland.
| Datum        | Artiest               | Titel                              |
| ------------ | --------------------- | ---------------------------------- |
| 6 januari    | Gerhard Wendland      | Tanze mit mir in den morgen        |
| 13 januari   | Gerhard Wendland      | Tanze mit mir in den morgen        |
| 20 januari   | Gerhard Wendland      | Tanze mit mir in den morgen        |
| 27 januari   | Bob Moore             | Mexico                             |
| 3 februari   | Bob Moore             | Mexico                             |
| 10 februari  | Bob Moore             | Mexico                             |
| 17 februari  | Bob Moore             | Mexico                             |
| 24 februari  | Bob Moore             | Mexico                             |
| 3 maart      | Bob Moore             | Mexico                             |
| 10 maart     | Bob Moore             | Mexico                             |
| 17 maart     | Bob Moore             | Mexico                             |
| 24 maart     | Bob Moore             | Mexico                             |
| 31 maart     | Conny Froboess        | Zwei kleine Italiener              |
| 7 april      | Conny Froboess        | Zwei kleine Italiener              |
| 14 april     | Conny Froboess        | Zwei kleine Italiener              |
| 21 april     | Conny Froboess        | Zwei kleine Italiener              |
| 28 april     | Conny Froboess        | Zwei kleine Italiener              |
| 5 mei        | Conny Froboess        | Zwei kleine Italiener              |
| 12 mei       | Mina                  | Heißer sand                        |
| 19 mei       | Mina                  | Heißer sand                        |
| 26 mei       | Mina                  | Heißer sand                        |
| 2 juni       | Mina                  | Heißer sand                        |
| 9 juni       | Mina                  | Heißer sand                        |
| 16 juni      | Mina                  | Heißer sand                        |
| 23 juni      | Mina                  | Heißer sand                        |
| 30 juni      | Mina                  | Heißer sand                        |
| 7 juli       | Mina                  | Heißer sand                        |
| 14 juli      | Nana Mouskouri        | Ich schau den weißen wolken nach   |
| 21 juli      | Nana Mouskouri        | Ich schau den weißen wolken nach   |
| 28 juli      | Nana Mouskouri        | Ich schau den weißen wolken nach   |
| 4 augustus   | Nana Mouskouri        | Ich schau den weißen wolken nach   |
| 11 augustus  | Nana Mouskouri        | Ich schau den weißen wolken nach   |
| 18 augustus  | Nana Mouskouri        | Ich schau den weißen wolken nach   |
| 25 augustus  | Nana Mouskouri        | Ich schau den weißen wolken nach   |
| 1 september  | Connie Francis        | Paradiso                           |
| 8 september  | Connie Francis        | Paradiso                           |
| 15 september | Peter Kraus           | Sweety                             |
| 22 september | Pat Boone / Rex Gildo | Speedy Gonzales / Kleiner Gonzales |
| 29 september | Pat Boone / Rex Gildo | Speedy Gonzales / Kleiner Gonzales |
| 6 oktober    | Pat Boone / Rex Gildo | Speedy Gonzales / Kleiner Gonzales |
| 13 oktober   | Pat Boone / Rex Gildo | Speedy Gonzales / Kleiner Gonzales |
| 20 oktober   | Pat Boone / Rex Gildo | Speedy Gonzales / Kleiner Gonzales |
| 27 oktober   | Pat Boone / Rex Gildo | Speedy Gonzales / Kleiner Gonzales |
| 3 november   | Pat Boone / Rex Gildo | Speedy Gonzales / Kleiner Gonzales |
| 10 november  | Pat Boone / Rex Gildo | Speedy Gonzales / Kleiner Gonzales |
| 17 november  | Pat Boone / Rex Gildo | Speedy Gonzales / Kleiner Gonzales |
| 24 november  | Petula Clark          | Monsieur                           |
| 1 december   | Petula Clark          | Monsieur                           |
| 8 december   | Petula Clark          | Monsieur                           |
| 15 december  | Petula Clark          | Monsieur                           |
| 22 december  | Petula Clark          | Monsieur                           |
| 29 december  | Freddy Quinn          | Junge, komm bald wieder            |